# Nairobi
Nairobi is de hoofdstad en grootste stad van Kenia. De naam komt uit het Masai  Enkare Nairobi  en betekent "koele wateren". De stad ligt in het midden-zuiden van het land, aan de rivier Nairobi (Masai: Ewaso Nyirobi) en ligt  op 1.795 meter hoogte waarmee het de op twee na  de hoogst gelegen hoofdstad van Afrika is - na Addis Abeba en Asmara.
Bij de volkstelling van 2019 had de stad 4.397.073 Inwoners. De gehele verstedelijkte agglomeratie, inclusief o.a. de voorsteden Ngong, Ruiru en Thika, heeft bijna 7 miljoen inwoners.
De gemeente Nairobi had de status van provincie.
Naast de officiële landstalen Engels en Kiswahili wordt in Nairobi ook Kikuyu gesproken.

## Geografie
Nairobi ligt juist zuidelijk van de evenaar in het zuid-midden, aan de Nairobirivier, een aftakking van de Athirivier. De stad ligt tussen de steden Kampala en Mombasa in. Nairobi ligt naast de oostelijke rand van de Grote Rift Vallei (Gregory Rift), een diepe scheur in de aardkorst, als onderdeel van een intra-continentaal breuksysteem dat noord-zuid door Kenia loopt. Daardoor zijn regelmatig kleine aardschokken en aardtrillingen voelbaar.
Het Ngonggebergte westelijk van de stad, is het meest opvallende deel van het Nairobi gebied. Mount Kenya ligt ten noorden van Nairobi, terwijl de Kilimanjaro zuidwestelijk van de stad ligt. Bij helder weer zijn beide bergen zichtbaar vanuit Nairobi.
Nairobi County wordt door de Nairobi rivier en haar zijrivieren doorkruist. De Nobelprijswinnaar Wangari Maathai vocht fel om het Karura oerwoud in het noorden van Nairobi te behouden. Dit oerwoud dreigde te worden gekapt ten faveure van woningen en bijhorende infrastructuur.
Nairobi beslaat een oppervlakte van 696km2 en werd gebouwd rond het City Square in het Central Business District. De Keniaanse parlementsgebouwen, de kathedraal van de Heilige Familie, het stadhuis, het gerechtshof, en het Kenyatta Conference Centre liggen allen rondom dit plein. De stad loopt van westelijke buitenwijken beginnend bij het Kenyatta National Hospital in het zuiden tot aan het kantorencomplex van de Verenigde Naties in de Gigiri buitenwijk in het noorden, een afstand van ruim 20 kilometer.

### Demografische ontwikkeling
| Jaar | Inwoners |
| ---- | -------- |
| 1906 | 11.500   |
| 1911 | 14.000   |
| 1921 | 24.300   |
| 1926 | 29.900   |
| 1929 | 32.900   |
| 1931 | 47.800   |
| 1939 | 61.300   |
| 1944 | 108.900  |
| 1948 | 119.000  |
| 1955 | 186.000  |

| Jaar | Inwoners  |
| ---- | --------- |
| 1957 | 221.700   |
| 1960 | 251.000   |
| 1962 | 266.800   |
| 1965 | 380.000   |
| 1969 | 509.300   |
| 1979 | 827.775   |
| 1989 | 1.324.570 |
| 1995 | 1.810.000 |
| 1999 | 2.143.254 |
| 2005 | 2.750.561 |

| Jaar | Inwoners  |
| ---- | --------- |
| 2009 | 3.138.369 |

Nairobi heeft een der hoogste groeicijfers van de steden van Afrika. Ofschoon een der jongste Afrikaanse steden is, is Nairobi sinds haar stichting (1899) dermate spectaculair uitgegroeid dat ze de op een na grootste stad in het Grote Merengebied werd. Momenteel groeit de stad jaarlijks met 4.1%; de verwachting is dat de bevolking van Nairobi in 2015 rond de 3,8 miljoen zielen zal tellen.

## Klimaat
Nairobi ligt in de tropische klimaatzone, maar heeft, wegens haar hoge ligging, een uitgesproken aangenaam klimaat. De gemiddelde jaartemperatuur is 19 °C, de gemiddelde jaarlijkse neerslag 1024,2mm.

In de warmste maand maart is de temperatuur gemiddeld 20,5 °C, tijdens de koudste maand juli gemiddeld 16,8 °C. De meeste neerslag valt in april met een gemiddelde van 219,4 mm. terwijl in juli gemiddeld 17,5mm water valt.

### Klimaattabel
| Maand                          | jan  | feb  | mrt  | apr   | mei   | jun  | jul  | aug  | sep  | okt  | nov   | dec   | Jaar    |
| ------------------------------ | ---- | ---- | ---- | ----- | ----- | ---- | ---- | ---- | ---- | ---- | ----- | ----- | ------- |
| Gemiddeld maximum (°C)         | 24,5 | 25,6 | 26,5 | 24,1  | 22,6  | 21,5 | 20,6 | 21,4 | 23,7 | 24,7 | 23,1  | 23,4  | 23,5    |
| Gemiddeld minimum (°C)         | 11,5 | 11,6 | 13,1 | 14,0  | 13,2  | 12,7 | 10,1 | 10,2 | 10,5 | 12,5 | 13,1  | 12,6  | 12,1    |
|                                |      |      |      |       |       |      |      |      |      |      |       |       |         |
| Neerslag (mm)                  | 64,1 | 56,5 | 92,8 | 219,4 | 176,6 | 35,0 | 17,5 | 23,5 | 28,3 | 55,3 | 154,2 | 101,0 | 1.024,2 |
| Zonuren (uur/dag)              | 9,1  | 9,4  | 8,5  | 6,8   | 5,8   | 5,3  | 4,0  | 4,0  | 5,6  | 6,9  | 6,8   | 8,2   | 6,7     |
| Regendagen (dag)               | 4    | 5    | 9    | 16    | 13    | 5    | 3    | 4    | 4    | 7    | 15    | 8     | 93      |
| Relatieve luchtvochtigheid (%) | 63   | 57   | 61   | 68    | 73    | 72   | 72   | 67   | 62   | 69   | 70    | 68    | 66,9    |

## Geschiedenis

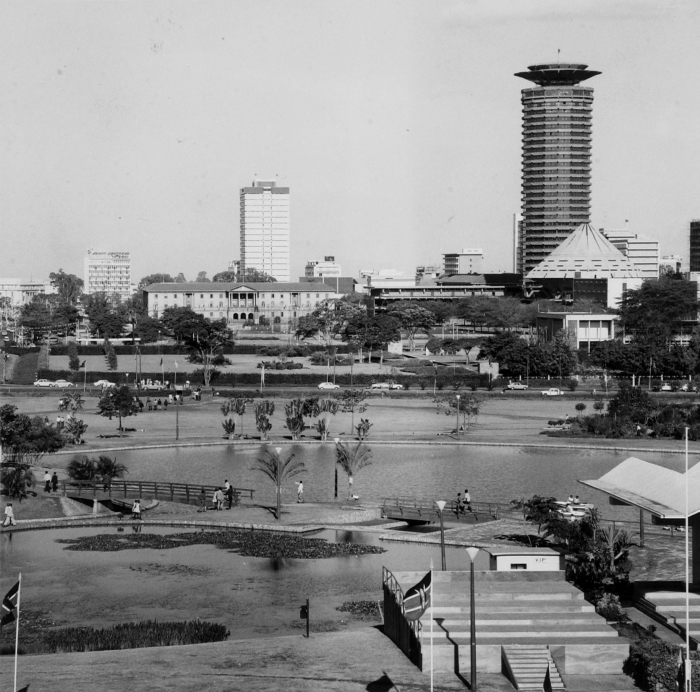
Zicht op Nairobi met op de voorgrond het stadspark

Het gebied waar Nairobi zich zou ontwikkelen, ligt in een destijds voornamelijk onbewoond moerasgebied. Op een drinkplaats van de Masai die door hen Enkare Nairobi ('de plaats van koele wateren') genoemd werd wilden de Britten een bevoorradingsdepot bouwen voor de Ugandaspoorweg. Zij kozen voor deze locatie om de centrale positie tussen Mombassa en Oeganda. Het netwerk van rivieren kon het kamp van water voorzien, terwijl de hoge ligging van de plaats haar aangenaam toeven maakte voor residentiële doeleinden Al in de eerste paar jaren van haar bestaan groeide de plaats snel. Nadat zij was getroffen door een pestuitbraak en was platgebrand, werd de stad aan het begin van de 20ste eeuw geheel herbouwd. Door de ligging in het moerasgebied was malaria een groot probleem, waardoor een aantal keer getracht werd de stad te verplaatsen.
In 1905 verving Nairobi Mombasa als hoofdstad van het Brits Oost-Afrikaans Protectoraat, wat het zou blijven tot na de onafhankelijkheid van Kenia in 1963. en de stad groeide als administratief en toeristisch centrum, met name voor de jacht op groot wild. Terwijl de Britse bezetters de regio verkennen, werd Nairobi gebruikt als basiskamp. Hierdoor begon het koloniale gouvernement met het bouwen van een aantal spectaculaire grand hotels, vooral gefrequenteerd door Britse sportjagers.

Nairobi bleef groeien; veel Britse onderdanen kwamen hier wonen. In 1919 werd het een gemeente. De continue stadsuitbreiding wekte de woede van de Masai, omdat deze doorlopend hun grond in het zuiden opslokte. Ook het Kikuyuvolk wilde haar land terug. Na het eind van de Tweede Wereldoorlog liep deze frictie uit in de Mau Mau opstand (1952-1960).

Jomo Kenyatta, een Kikuyu en de toekomstig president van Kenia, werd gevangengezet wegens betrokkenheid, hoewel er geen relatie tussen de rebellen en hem bleek. Uiteindelijk kon de Britse overheid de binnenlandse druk niet langer weerstaan en in 1963 werd het land onafhankelijk, waarbij Nairobi de hoofdstad van de nieuwe republiek was.

Na de onafhankelijkheid bleef Nairobi snel groeien. Deze groei legde veel druk op de stedelijke infrastructuur. Regelmatige stroomuitval en watertekorten kwamen vaak voor. Verbeterde stadsplanning heeft afgelopen jaren geholpen om een aantal van deze problemen onder controle te krijgen.
Nairobi is verdeeld in een reeks kiesdistricten, waarbij elk vertegenwoordigd wordt door leden van het parlement in de Nationale Vergadering. De oorspronkelijke kiesdistricten vóór de grondwet van 2010, die leidde tot hertekening van de kiesgrenzen van de county, waren: Makadara, Kamukunji, Starehe, Langata, Dagoretti, Westlands, Kasarani en Embakasi. De nieuwe kiesgrenzen werden daarna herzien naar Embakasi Noord, Embakasi Zuid, Embakasi Centraal, Embakasi Oost, Embakasi West, Makadara, Kamukunji, Starehe, Mathare, Westlands, Dagoretti Noord, Dagoretti Zuid, Langata, Kibra, Ruaraka, Roysambu en Kasarani. De belangrijkste administratieve afdelingen van Nairobi zijn Central, Dagoretti, Embakasi, Kasarani, Kibera, Makadara, Pumwani en Westlands. De meeste welgestelde buitenwijken liggen in het westen en noordwesten van Nairobi, waar de meeste Europese kolonisten woonden tijdens de koloniale tijd, ook wel 'Ubabini' genoemd. Deze omvatten Karen, Langata, Lavington, Gigiri, Muthaiga, Brookside, Spring Valley, Loresho, Kilimani, Kileleshwa, Hurlingham, Runda, Kitisuru, Nyari, Kyuna, Lower Kabete, Westlands en Highridge, hoewel Kangemi, Kawangware en Dagoretti lagere inkomensgebieden zijn die zich dicht bij deze welgestelde buitenwijken bevinden. Het koloniale verleden van de stad wordt herdacht door veel Engelse plaatsnamen.

## Districten en buurten

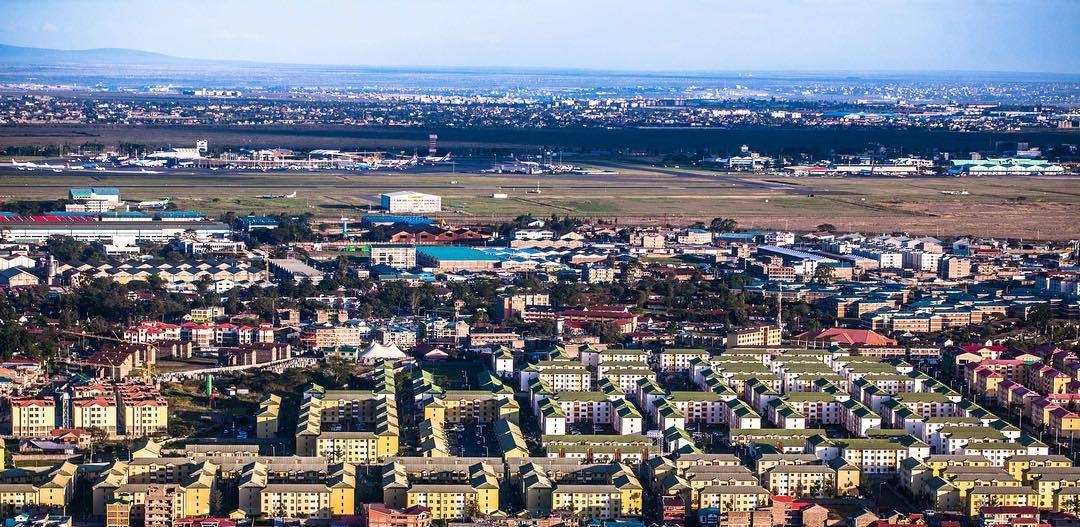
Zuidelijke buitenwijken van Nairobi in 2003

Nairobi is verdeeld in een reeks kiesdistricten, waarbij elk wordt vertegenwoordigd door leden van het parlement in de Nationale Vergadering. De oorspronkelijke kiesdistricten vóór de grondwet van 2010, die leidde tot hertekening van de kiesgrenzen van de county, waren: Makadara, Kamukunji, Starehe, Langata, Dagoretti, Westlands, Kasarani en Embakasi. Na de herziening van de kiesgrenzen waren de nieuwe districten: Embakasi Noord, Embakasi Zuid, Embakasi Centraal, Embakasi Oost, Embakasi West, Makadara, Kamukunji, Starehe, Mathare, Westlands, Dagoretti Noord, Dagoretti Zuid, Langata, Kibra, Ruaraka, Roysambu en Kasarani. De belangrijkste administratieve afdelingen van Nairobi zijn Central, Dagoretti, Embakasi, Kasarani, Kibera, Makadara, Pumwani en Westlands. De meeste welgestelde buitenwijken liggen in het westen en noord-centraal van Nairobi, waar de meeste Europese kolonisten tijdens de koloniale tijd woonden, ook wel 'Ubabini' genoemd. Deze gebieden omvatten Karen, Langata, Lavington, Gigiri, Muthaiga, Brookside, Spring Valley, Loresho, Kilimani, Kileleshwa, Hurlingham, Runda, Kitisuru, Nyari, Kyuna, Lower Kabete, Westlands en Highridge, hoewel Kangemi, Kawangware en Dagoretti lagere inkomensgebieden zijn die zich dichtbij deze welgestelde buitenwijken bevinden. Het koloniale verleden van de stad wordt herdacht door veel Engelse plaatsnamen.
De meeste lagere middenklasse en hogere middenklasse buurten bevinden zich in het noord-centrale deel, zoals Highridge, Parklands, Ngara, Pangani en gebieden ten zuidwesten en zuidoosten van het metropolitaanse gebied nabij de Jomo Kenyatta Internationale Luchthaven. De meest opvallende hiervan zijn Avenue Park, Fedha, Pipeline, Donholm, Greenfields, Nyayo, Taasia, Baraka, Nairobi West, Madaraka, Siwaka, South B, South C, Mugoya, Riverbank, Hazina, Buru Buru, Uhuru, Harambee Civil Servants', Akiba, Kimathi, Pioneer en Koma Rock in het centrum-oosten en Kasarani in het noordoosten. De lage en lagere inkomenswijken bevinden zich voornamelijk in het verre oosten van Nairobi. Deze omvatten Umoja, Kariokor, Dandora, Kariobangi, Kayole, Ruai, Kamulu, Embakasi en Huruma. De buitenwijk Kitengela, hoewel verder zuidoostelijk gelegen, Ongata Rongai en Kiserian verder zuidwestelijk, en de buitenwijken Ngong/Embulbul, ook bekend als 'Diaspora' in het verre westen, worden beschouwd als onderdeel van het Grootstedelijk Gebied van Nairobi. Meer dan 90% van de inwoners van Nairobi werkt binnen het Nairobi Metropolitan gebied, zowel in de formele als informele sectoren. Veel Somalische immigranten hebben zich ook gevestigd in Eastleigh, dat de bijnaam "Klein Mogadishu" heeft. Hier is de lijst van alle postcodes voor Nairobi Sjabloon:Webarchive.  
Sjabloon:Wide image

## Toekomst
De African Development Bank verwacht dat het aantal inwoners zal stijgen van de huidige 4,3 miljoen naar 6,24 miljoen in 2025. Daarmee is het de snelst groeiende stad van Afrika, na Dar es Salaam.

## Vervoer
Nairobi heeft een internationale luchthaven, Jomo Kenyatta International Airport, de grootste luchthaven van Oost- en Centraal-Afrika. In 2006 verwerkte deze 4,4 miljoen reizigers. Onder meer de KLM, Kenya Airways en British Airways landen hier. De luchthaven is bereikbaar per taxi, bus en pendelbus.
Wilson Airport is een klein drukbezocht vliegveld in het zuiden van Nairobi. Het werd in de jaren 30 en 40 van de 20e eeuw gebruikt voor tussenlandingen op de route van Southampton naar Kaapstad. Op deze route werden vliegboten gebruikt tussen Groot-Brittannië en Kisumu, waarna de routes naar het zuiden door landvliegtuigen werden uitgevoerd. Wilson Airport is nog steeds in gebruik als vliegveld voor het gebruik van kleinere vliegtuigen, bijvoorbeeld voor het vervoer van toeristen. De internationale hulporganisatie Mission Aviation Fellowship heeft hier een basis, vanwaaruit hulpvluchten worden uitgevoerd.

#### Wegen

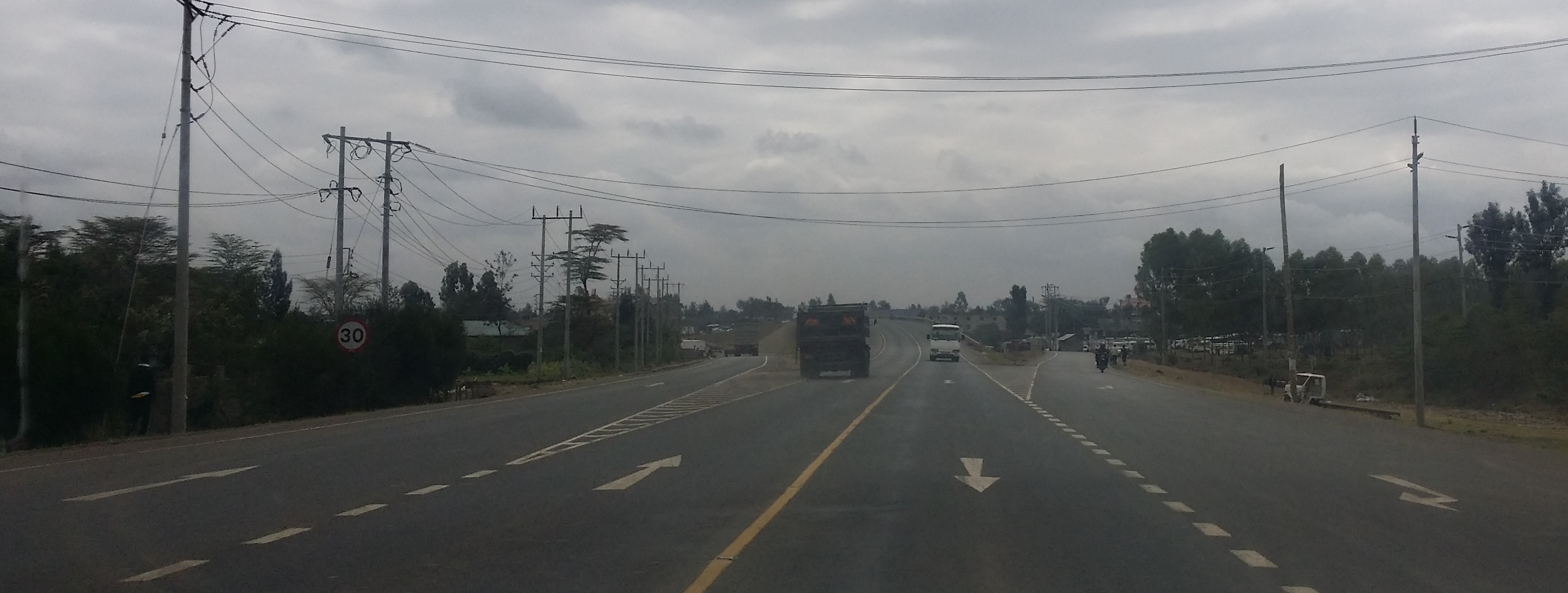
Eastern Bypass, Nairobi

Twee trans-Afrikaanse autowegen passeren door Nairobi: de weg van Cairo naar Kaapstad en de weg van Lagos naar Mombasa. Nairobi wordt bediend door snelwegen die Mombasa verbinden met Kampala in Oeganda en Arusha in Tanzania. Deze zijn bedoeld om het dagelijkse verkeer binnen en rondom het metrogebied te vergemakkelijken. Echter, rijden in Nairobi is chaotisch. De meeste wegen zijn geasfalteerd en er zijn borden die de richting naar bepaalde wijken aangeven. De stad is verbonden met de Jomo Kenyatta International Airport via de Mombasa Highway, die door het Industriële gebied, South B, South C en Embakasi loopt. Ongata Rongai, Langata en Karen zijn verbonden met het stadscentrum via Langata Road, die naar het zuiden loopt. Lavington, Riverside en Westlands zijn verbonden via Waiyaki Way. Kasarani, Eastlands en Embakasi zijn verbonden via Thika Road, Jogoo Road en de Outer Ring Road.
Snelwegen verbinden de stad met andere grote steden zoals Mombasa, Machakos, Voi (A109), Eldoret, Kisumu, Nakuru, Naivasha en de Namanga-grens met Tanzania (A104).
Nairobi ondergaat grote wegenbouwprojecten om het infrastructuurnetwerk te moderniseren. Het nieuwe systeem van wegen, viaducten en bruggen is bedoeld om beter om te gaan met hoge verkeersniveaus. Het is ook een belangrijk onderdeel van Kenia's Vision 2030 en de Nairobi Metropolis-plannen. De meeste wegen zijn nu goed verlicht en geasfalteerd met voldoende bewegwijzering.
In 2020 begon de bouw van de Nairobi Expressway. De Nairobi Expressway is een 27 km lange tolweg die de oostelijke Nairobi-wijk Mulolongo verbindt met de welvarende wijk Westlands bij het James Gichuru-knooppunt, via het centrum van Nairobi. De weg biedt directe toegang tot Jomo Kenyatta International Airport, waardoor reizigers sneller de luchthaven kunnen bereiken en het drukke verkeer op de Mombasa Road en Waiyaki Way kunnen vermijden. De weg heeft een 11.025 km lang verhoogd deel tussen het Airtel Center en Westlands.
Deze weg is bedoeld om het verkeer van Jomo Kenyatta International Airport naar het centrum van Nairobi te vergemakkelijken. Ook wordt verwacht dat het verkeer van en naar centraal Nairobi hierdoor sneller zal verlopen, waardoor het aantal vertrekkende passagiers dat hun vlucht mist door verkeersopstoppingen op de stadsstraten, afneemt. De werkzaamheden omvatten de uitbreiding van de bestaande weg naar vier rijstroken één richting (totaal 8 rijstroken), met trottoirs, afwateringskanalen, viaducten en straatverlichting. De weg werd in mei 2022 opengesteld voor het publiek.

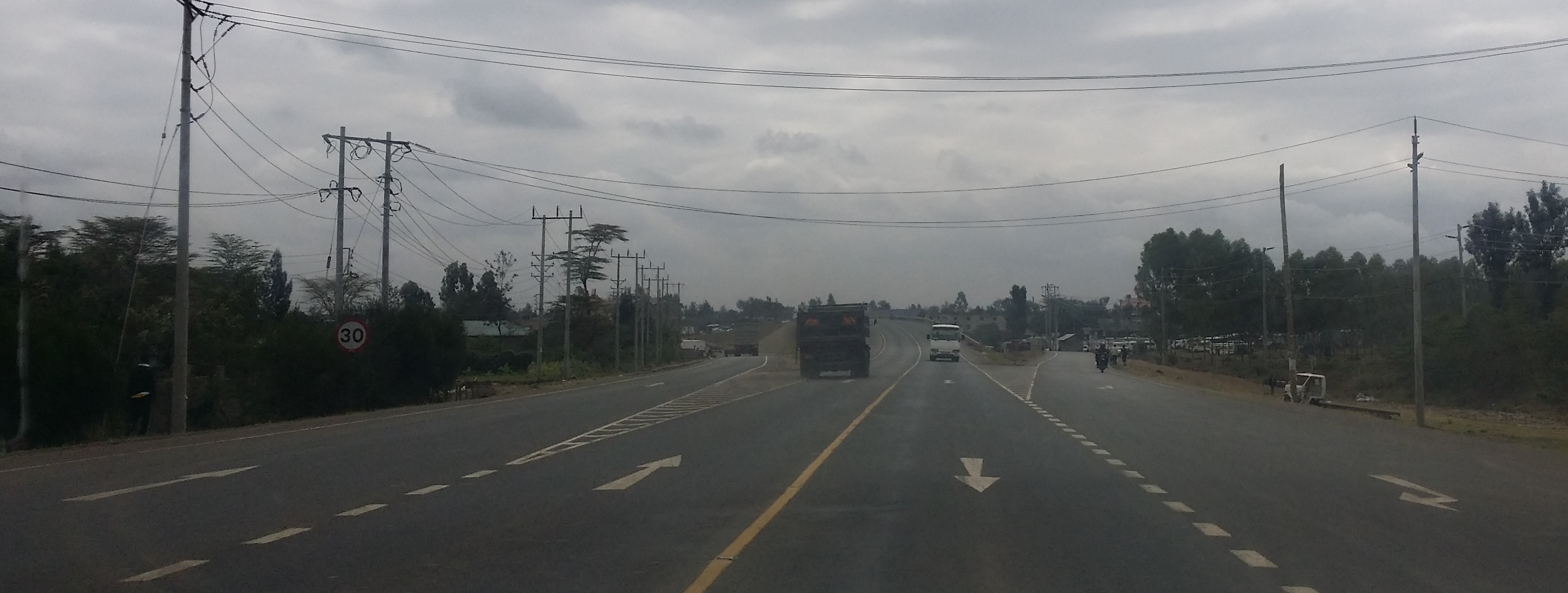
Eastern Bypass, Nairobi

## Politiek
De stad Nairobi heeft de status van een volwaardig administratief gebied.
De provincie Nairobi verschilt op een aantal punten van andere Keniaanse regio's. De provincie is volledig stedelijk. De gehele stad is slechts één gemeente, met de gemeenteraad aan het hoofd. De provincie Nairobi werd pas in 2007 verdeeld in "districten", toen er drie districten werden gecreëerd. In 2010, samen met de nieuwe grondwet, werd Nairobi omgedoopt tot een provincie en geconsolideerd tot een stadsprovincie.
Nairobi County heeft 17 kiesdistricten. De naam van het kiesdistrict kan verschillen van de naam van het bestuurlijke district, waardoor het kiesdistrict Starehe qua grenzen overeenkomt met de Central Division, het kiesdistrict Lang'ata met Kibera en het kiesdistrict Kamukunji met Pumwani.

## Onderwijs en onderzoek
Nairobi heeft verschillende universiteiten:
- Universiteit van Nairobi
- Kenyatta University
- Strathmore University
- United States International University - Nairobi
- Daystar University
- Catholic University of Eastern Africa
- Africa Nazarene University

Het East African Herbarium is een herbarium waar onderzoek wordt verricht naar de planten van Oost-Afrika.
In de krottenwijk Mathare krijgen veel kinderen onderwijs van de ontwikkelingshulporganisatie en jeugdsportbond Mathare Youth Sports Association.

## Stedenbanden
- Denver (Colorado, Verenigde Staten), sinds 1975

## Bekende inwoners van Nairobi

### Geboren
- Hugh McGregor Ross (1917-2014), Brits informaticus
- Roger Whittaker (1936-2023), Brits zanger en schrijver van songteksten
- Richard Dawkins (1941), Brits etholoog, evolutiebioloog en schrijver van populair-wetenschappelijke boeken
- Richard Leakey (1944-2022), paleo-antropoloog
- Kiran Shah (1956), acteur en stuntman
- Ian Duncan (1961), rallyrijder
- Uhuru Kenyatta (1961), president van Kenia (2013-2022)
- Catherine Ndereba (1972), marathonloper en olympisch deelnemer
- Sharon Laws (1974-2017), Brits wielrenster
- Chris Froome (1985), Brits wielrenner
- Stella Mwangi (1986), Noors-Keniaas zangeres
- Jason Dunford (1986), zwemmer
- Doreen Nabwire (1987), voetballer
- McDonald Mariga (1987), voetballer
- Victor Wanyama (1991), voetballer
- Ayub Masika (1992), voetballer

## Galerij

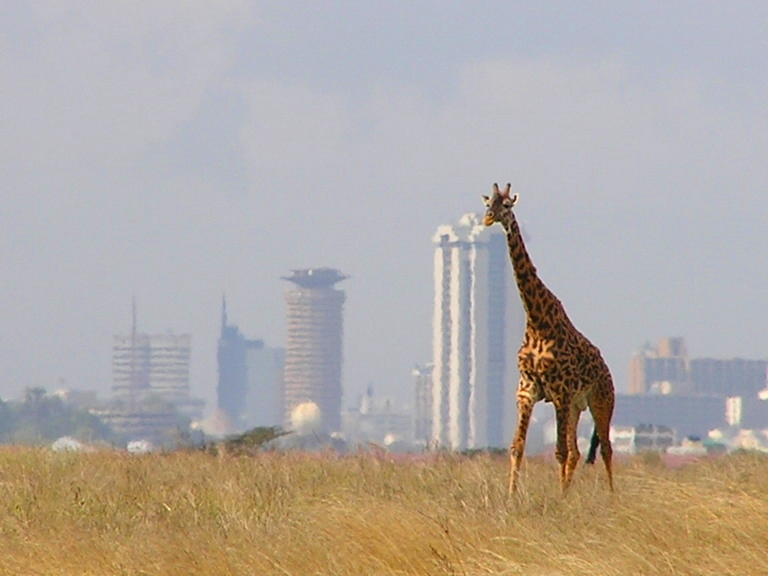
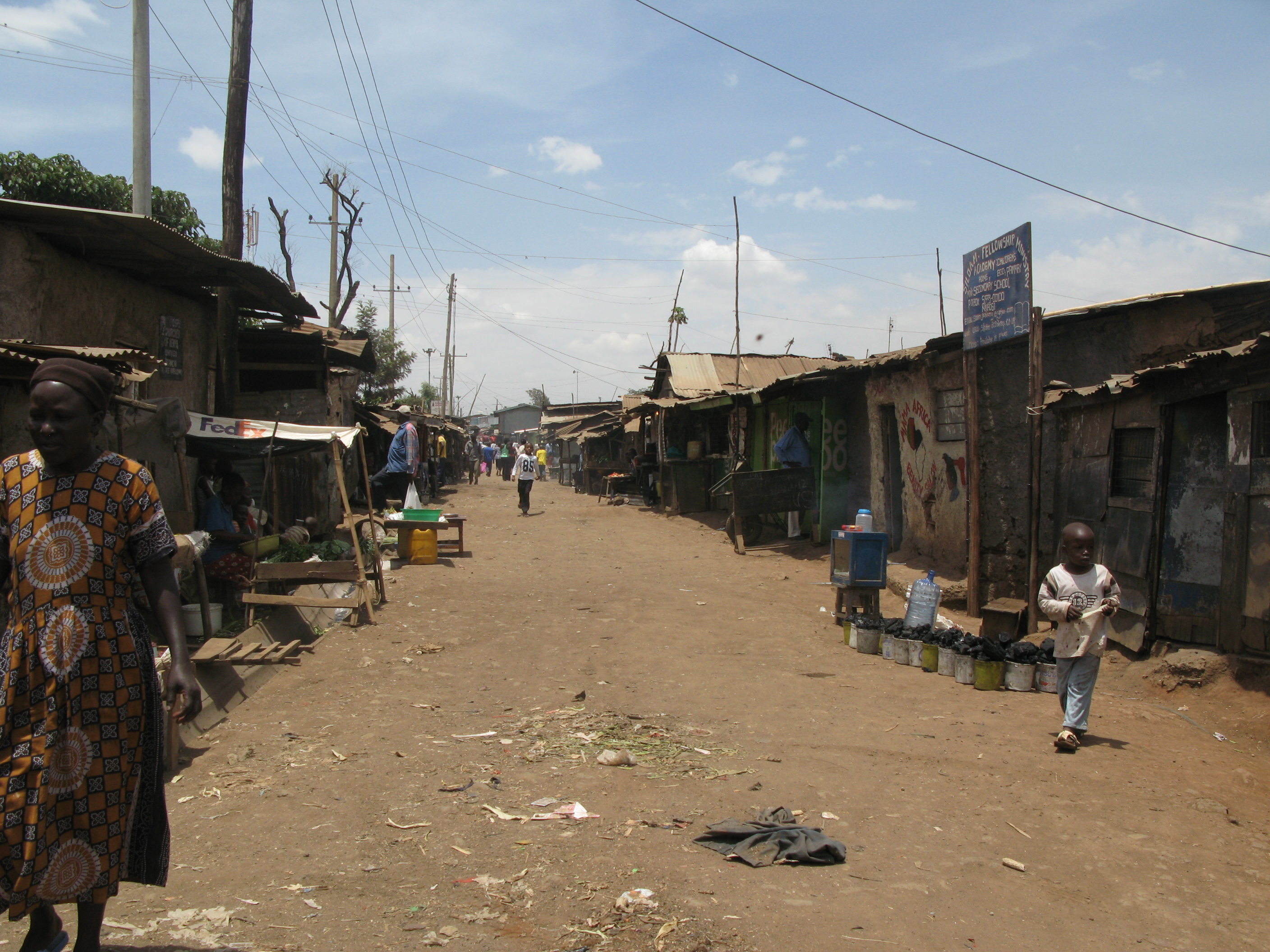
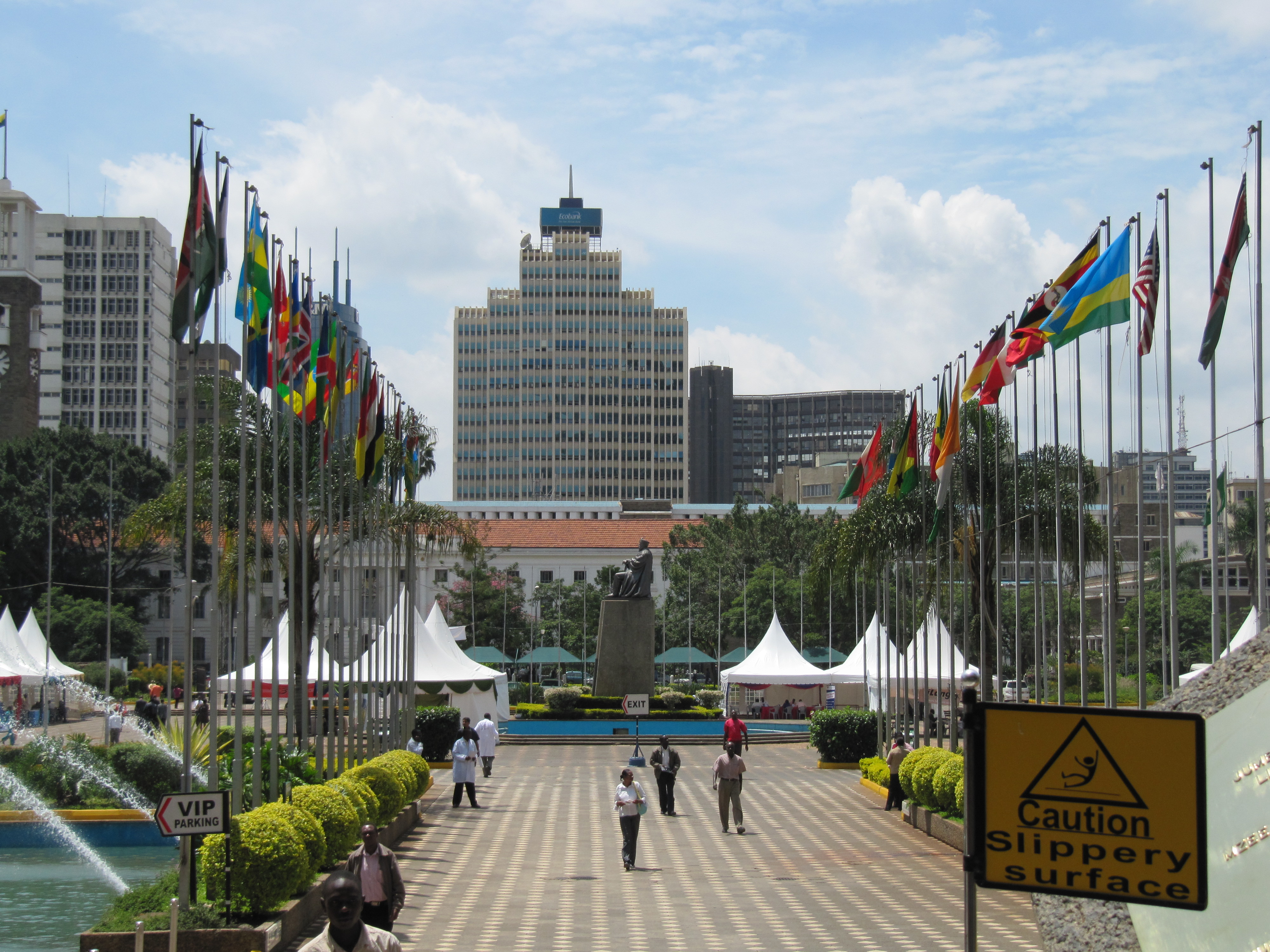
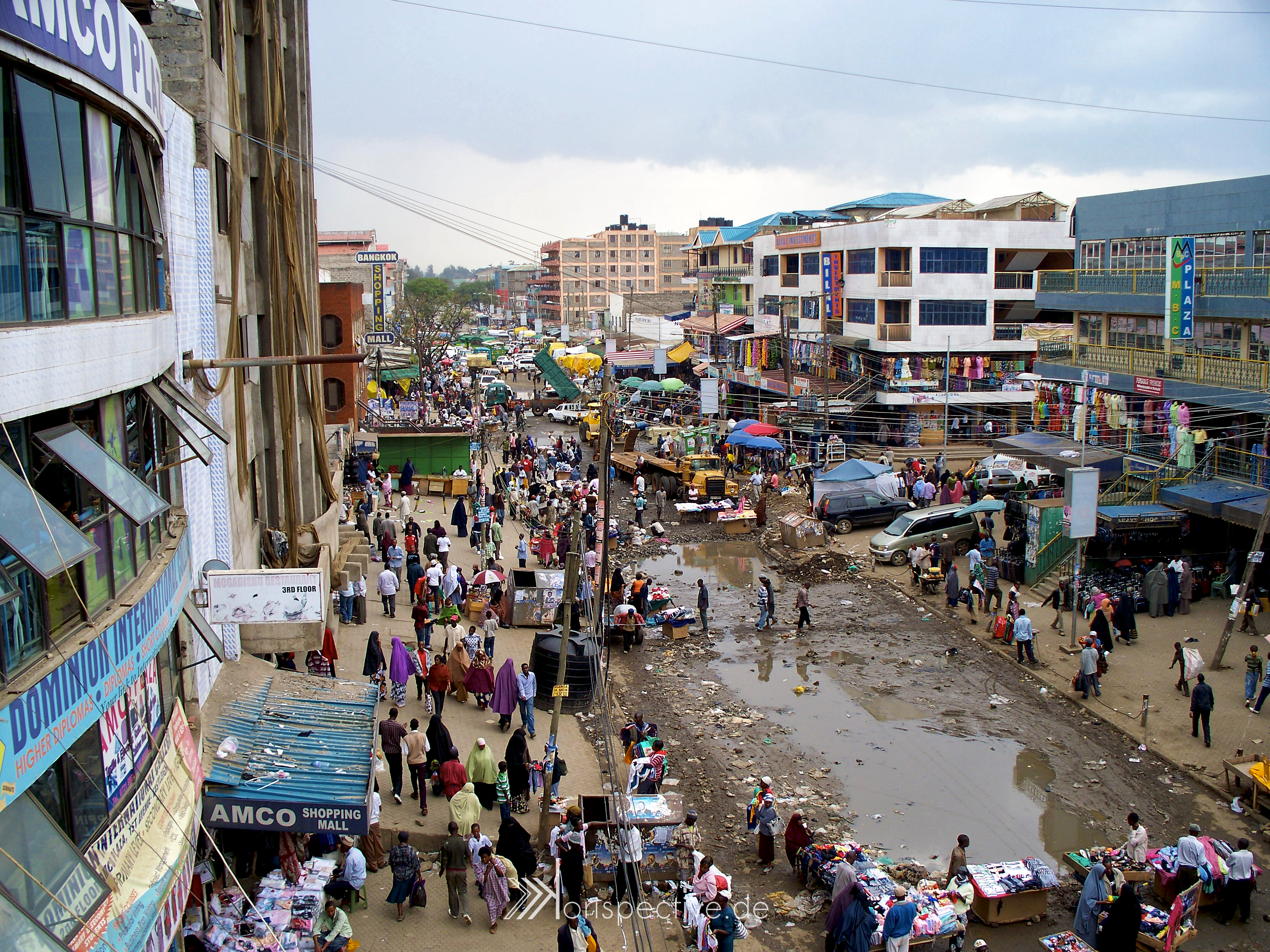
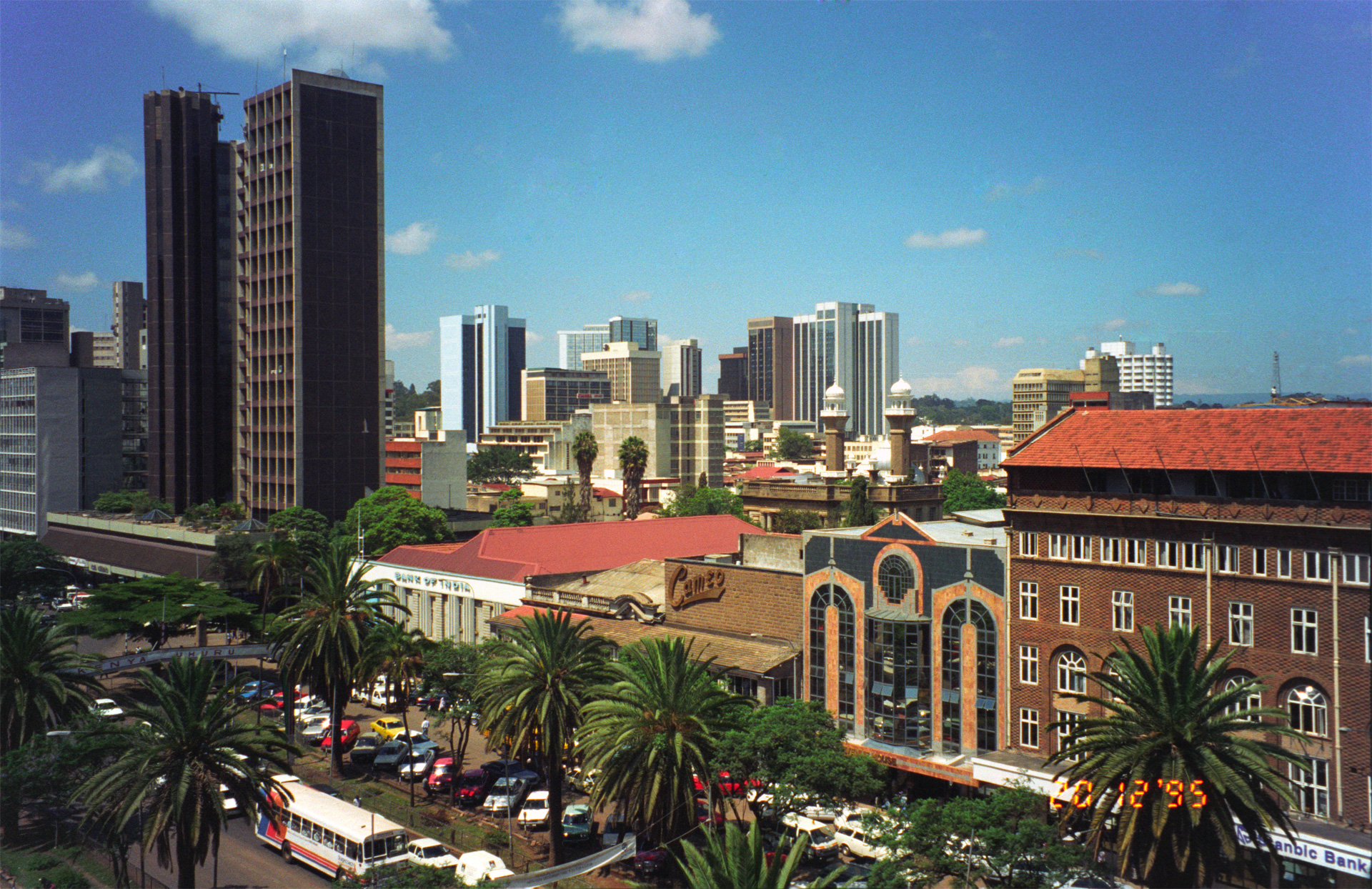
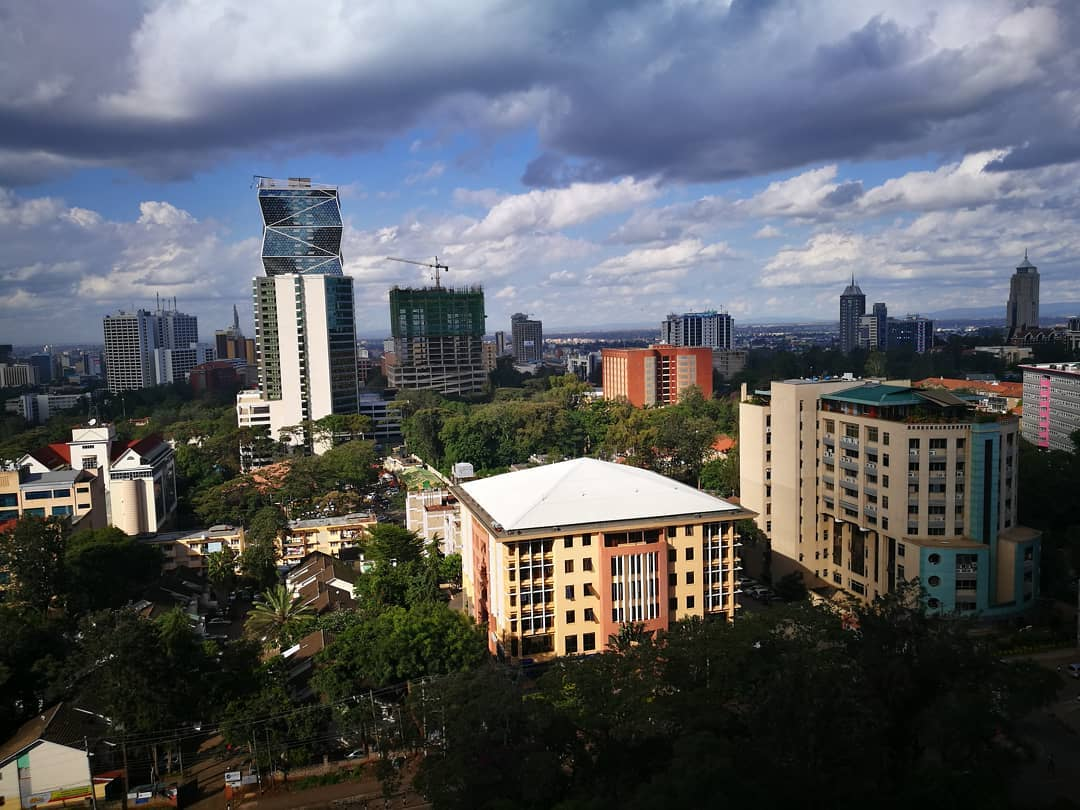